# La fortuna con l'effe maiuscola
La fortuna con l'effe maiuscola è una commedia in tre atti scritta nel 1942 da Eduardo De Filippo in collaborazione con Armando Curcio.
La commedia era stata inserita da Eduardo nella raccolta intitolata Cantata dei giorni pari dove rimase fino al 1962, anno in cui fu sostituita con Ditegli sempre di sì del 1927.

## Trama
In un misero e gelido appartamento di due stanze, al primo piano di un palazzo, vive nella più completa indigenza la famiglia Ruòppolo. Giovanni, scrivano, si batte tra mille difficoltà per sbarcare il lunario mentre sua moglie, Cristina, bada alle faccende di casa. Con loro vive sin dalla nascita il nipote Erricuccio, figlio della sorella di Cristina – morta di parto – e di padre ignoto. Erricuccio è un sempliciotto, ha ventisei anni ed è sofferente di nervi (“Nun po' sta applicato…”). Analfabeta e scioperato, con il suo comportamento infantile e dispettoso è spesso causa di contrasto in famiglia, con la portinaia Concetta e con gli altri abitanti del palazzo. Per guadagnare qualche soldo (“p'’a cannarutizia ‘e s'abbuscà quaccosa…”) non disdegna poi di fare il ruffiano per donn'Amalia, la moglie avvenente e sfrontata di don Vincenzo, recapitando all'occasione lettere e messaggi all'amante di lei, il giovane Pietruccio. Ma don Vincenzo, uomo di temperamento, ha mangiato la foglia e mette in scena una finta partenza per Salerno allo scopo di cogliere gli amanti in flagrante. E infatti, appena sola, Amalia convoca Pietruccio servendosi di Erricuccio per recapitargli un biglietto.
Nel frattempo, l'avvocato Manzillo - per il quale Giovanni lavora occasionalmente – viene a proporre un affare: un suo cliente, il giovane barone Sandrino di Torrepadula, anch'egli di padre ignoto, è pronto a pagare diecimila lire purché Giovanni lo riconosca come figlio, permettendogli così di presentarsi con tutte le carte in regola alla nobile famiglia della sua fidanzata e in definitiva di ottenere il consenso per il matrimonio. Spinto dalla necessità e dalla fame, Giovanni accetta e intasca l'anticipo, uscendo poi subito per comprare da mangiare.
Mentre Giovanni e Cristina sono via, si presenta a Erricuccio il notaio Giuseppe Bagnulo, vecchio amico di famiglia negli anni in cui i Ruoppolo vivevano molto più agiatamente. In partenza per Roma, il notaio è latore di un'incredibile notizia: Federico Ruoppolo, emigrato in America tanti anni prima, è morto e ha lasciato quale erede universale il fratello Giovanni. La fortuna di Federico supera ogni immaginazione: un milione e mezzo in contanti, una villa a Capri, gioielli, brillanti e monete antiche … ma alla notizia che Giovanni è proprio in procinto di legittimarsi un figlio non suo, il notaio è preoccupatissimo: occorre avvisare subito Giovanni perché non faccia sciocchezze, l'atto gli farebbe perdere qualsiasi diritto sull'eredità a favore di Sandrino. Il testamento infatti impone una precisa condizione: nel caso in cui Giovanni avesse un figlio legittimo, l'eredità passerebbe a lui. Purtroppo il notaio deve partire urgentemente, non può aspettare che Giovanni faccia ritorno ed è quindi costretto ad affidare “l'imbasciata” a Erricuccio. Per maggiore sicurezza gli dà anche la sua carta da visita e dopo mille raccomandazioni lo lascia, con l'impegno di ripresentarsi dopo due giorni per espletare tutte le formalità.
Uscito il notaio, grazie alla complicità di Erricuccio che gli dà il via libera dal finestrone delle scale, Pietruccio si presenta al convegno amoroso con donn'Amalia. Mentre i due amanti sono di sopra, irrompe don Vincenzo, armato di revolver. In una scena di enorme concitazione, Pietruccio scappa inseguito dal marito geloso: gli spari, le urla disperate di donn'Amalia e le minacce di don Vincenzo terrorizzano a tal punto Erricuccio che questi perde la parola.
Il secondo atto si apre con la visita delle donne del palazzo, buone amiche della famiglia: Assunta, Carmela e Teresa, oltre a sincerarsi delle condizioni del ragazzo ormai muto, riferiscono che la lite tra Vincenzo e Amalia si è subito ricomposta. Quindi Erricuccio viene visitato dal dott. Gervasi che diagnostica un trauma di origine nervosa: il ragazzo si è "infantilito" e solo uno nuovo choc repentino e violento potrebbe restituirgli la parola.
Intanto si abbreviano i tempi per la pratica di legittimazione. L'avvocato Manzillo, accompagnato da Sandrino, si presenta in casa Ruoppolo per andare dal notaio a concludere l'operazione.
Erricuccio – che non ha potuto riferire a Giovanni dell'eredità a causa del suo mutismo - si oppone con tutte le sue forze (dimenticando di mostrare il biglietto da visita del notaio Bagnulo), finanche strappando “la carta” dalle mani dell'avvocato, ma Giovanni non realizza, attribuendo la reazione spropositata ad una recondita gelosia del ragazzo nei confronti del nuovo “figlio”. Difatti, pur promettendo a Erricuccio che non avrebbe firmato nessuna carta, Giovanni si reca dal notaio insieme al barone e all'avvocato e perfeziona la procedura, riconoscendo quale suo figlio legittimo il barone Sandrino. Nel contempo, Erricuccio – rimasto di nuovo solo - riceve la visita di don Vincenzo.
Preoccupato per le indagini che la polizia ha avviato nel palazzo, il cornuto lo minaccia con la rivoltella, imponendogli di tacere l'accaduto, ché lui ha perdonato la moglie e che quindi lo spiacevole episodio può dirsi definitivamente chiuso. Nell'agitare il revolver, don Vincenzo fa partire inavvertitamente un colpo, fuggendo poi per timore delle conseguenze. Per lo spavento, Erricuccio riacquista subitaneamente la parola. Nel corso del piccolo festeggiamento che ne segue, mentre Giovanni racconta a tutti i presenti del piccolo “affare” da poco concluso con il barone, Erricuccio si ricorda improvvisamente dell'eredità e racconta tutto a Giovanni. Ma nel momento in cui sottolinea la condizione testamentaria voluta dal defunto Federico, l'inosservanza della quale avrebbe fatto perdere ogni diritto all'eredità a favore di un eventuale figlio legittimo (ritenendo in effetti che Giovanni non abbia poi legittimato il barone), Giovanni ha un malore e perde a sua volta la parola, anche se solo temporaneamente.
Nel corso del terzo atto, il notaio Bagnulo si presenta a uno stralunato e disperato Giovanni snocciolando tutta la magnifica entità del lascito del compianto Federico. Quando ravvisa la gravità della situazione, essendo il diritto all'eredità ormai compromesso, egli stesso si offre di spiegare tutto al barone, fidando nella nobiltà dell'uomo e sperando di convincerlo a rinunciare a una ricchezza che nei fatti non gli apparterrebbe. Naturalmente Sandrino non si lascia ingannare: appena fiutata l'enorme fortuna, impone al notaio di procedere rapidamente per espletare la volontà del defunto, annunciando per sovrappiù che ormai quasi certamente non si sarebbe più sposato, quindi esce. Giovanni è rabbioso e maledice il barone: è distrutto, condannato com'è a vivere per sempre una vita di miseria. Pur tuttavia, in un momento di lucidità comprende che – seppur a caro prezzo – può impedire che il barone si impossessi dell'eredità.
Decide perciò di denunciarsi all'autorità per falso in atto pubblico, accettando sì di andare in galera per cinque anni ma causando in questo modo l'annullamento dell'atto di legittimazione, lasciando così Sandrino “senza soldi e senza pate”.
Fa quindi chiamare il brigadiere e confessa il reato davanti a tutti, cercando nel contempo di dissimulare stoicamente la serietà della situazione. Al richiamo del brigadiere circa la durezza della pena che lo attende, al termine di un accorato monologo nel quale riassume tutta la sua disperazione per la vita disgraziata cui è costretto, conclude: “Brigadie', ‘o vero carcere è ‘a miseria”, intendendo che andare in galera non può essere peggio. La scena si chiude con Giovanni che si avvia verso la prigione, accompagnato da tutti i presenti, tra applausi e felicitazioni per la sopraggiunta fortuna.